# جي.آي.جين
جي.آي.جين (بالإنجليزية: G.I. Jane)‏ هو فيلم دراما حربي أمريكي من إخراج ريدلي سكوت وبطولة ديمي مور، فيجو مورتينسين وآن بانكروفت. صدر الفيلم في 22 أغسطس 1997.